# Okešinec
 Okešinec  falu Horvátországban Zágráb megyében. Közigazgatásilag Križhez tartozik.

## Fekvése
Zágrábtól 48 km-re délkeletre, községközpontjától  4 km-re délre, a Csázma jobb partján, az A3-as autópálya és a megye délkeleti határa mellett  fekszik.

## Története
Az itt talált régészeti leletek tanúsága szerint Sipćina nevű határrészén egykor római katonai tábor állt.
A falunak 1857-ben 473, 1910-ben 412 lakosa volt. Trianon előtt Belovár-Kőrös vármegye Križi járásához tartozott. A településnek 2001-ben 430 lakosa volt.

## Lakosság
| Lakosság változása | Lakosság változása | Lakosság változása | Lakosság változása | Lakosság változása | Lakosság változása | Lakosság változása | Lakosság változása | Lakosság változása | Lakosság változása | Lakosság változása | Lakosság változása | Lakosság változása | Lakosság változása | Lakosság változása |
| ------------------ | ------------------ | ------------------ | ------------------ | ------------------ | ------------------ | ------------------ | ------------------ | ------------------ | ------------------ | ------------------ | ------------------ | ------------------ | ------------------ | ------------------ |
| 1857               | 1869               | 1880               | 1890               | 1900               | 1910               | 1921               | 1931               | 1948               | 1953               | 1961               | 1971               | 1981               | 1991               | 2001               |
| 473                | 397                | 364                | 334                | 399                | 412                | 470                | 600                | 649                | 686                | 743                | 631                | 522                | 466                | 430                |

## Nevezetességei
A település régészeti lelőhelyéről nevezetes. A moslavinai múzeum 1964-ben végzett próbaásatásokat a település Sipćina nevű határrészén, ahonnan számos római kori lelet került elő. A leletek alapján arra következtettek, hogy itt római tábor, vagy legalábbis egy rómaiak által lakott őrállás volt. A leleteket egy Hadriánus korabeli pénzérme keltezi, mely 1966-ban került itt elő.

## Külső hivatkozások
Križ község hivatalos oldala